# Бедняк, Инесса Яковлевна
Бедняк Инесса Яковлевна (р. 19 декабря 1926 г., Москва) — советский российский историк-востоковед, японист, доктор исторических наук, научный сотрудник ряда институтов АН СССР, специалист по вопросам внешней политики Японии и КНР.

## Биография
Инесса Яковлевна Бедняк (Бурлингас) родилась 19 декабря 1926 г. в Москве. В 1948 г. окончила Московский институт востоковедения. Училась в аспирантуре Тихоокеанского института АН СССР, преобразованного в дальнейшем в Институт востоковедения АН СССР. В 1952 г. защитила кандидатскую диссертацию на тему «Мюнхенская политика США и Англии как фактор усиления японской империалистической агрессии (июль 1937 г. — сентябрь 1939 г.)».
В 1952—1964 гг. — научный сотрудник Института востоковедения АН СССР, с 1958 — старший научный сотрудник. В 1964—1966 гг. работала в Институте экономики мировой социалистической системы АН СССР. С 1966 г. — научный сотрудник Института Китая (ныне — Институт Дальнего Востока РАН).
В 1976 году защитила докторскую диссертацию на основе монографии «Политика китайского руководства в отношении Японии. (1949—1972 гг.)» (1973).

## Научная деятельность
Основная сфера научных интересов — вопросы внешней политики Японии и КНР.
В работе «Японская агрессия в Китае и позиция США. (1937—1939)» (1957) автор рассматривает внешнюю политику Японии в предвоенный период, в частности, начало японо-китайской войны 1937—1945 гг., которую исследователь именует «вторжением японского империализма в Северный Китай». Характеризуется позиция Советского Союза в японо-китайской войне, Брюссельская конференция, политика США как поощрение японской агрессии, а также крах японских планов молниеносной войны в Китае, англо-японские переговоры о разделе Китая и позиция США, позиция США в период событий у озера Хасан и дальнейшее обострение японо-американских отношений.
В монографии «Япония в период перехода к империализму: (Становление японского монополистического капитализма на рубеже XIX—XX вв.)» (1962) анализируются социально-экономическое развитие Японии в конце XIX — начале XX вв., появление монополистических объединений и рост их влияния на экономику, социальный строй и политику Японии. Исследование выполнено с опорой на методологию марксизма-ленинизма, рассматривающего монополистический капитализм как основу для империализма во внешней политике, когда экономические потребности крупного капитала вместе с ростом его влияния подталкивают руководство страны к агрессивной внешней политике.
Монография «Политика китайского руководства в отношении Японии. (1949—1972 гг.)» (1973) имела гриф «для служебного пользования» и была издана очень малым тиражом. Такая судьба исследования была связана с тем, что в нём рассматривались вопросы современной внешней политики социалистического государства, с которым в начале 70-х годов СССР имел весьма напряженные отношения.

## Основные работы
- Брюссельская конференция как один из этапов в развитии «мюнхенской» политики США и Англии // КСИВ. М., 1954. № 2. С. 20-43.
- Японская агрессия в Китае и позиция США. (1937—1939). М.: Изд-во Акад. наук СССР, 1957. 175 с.
- Очерки новой истории Японии (1640—1917) / И. Я. Бедняк, А. Л. Гальперин, Л. Д. Гришелева и др. М.: Изд-во вост. лит., 1958. 598 с.
- О роли Японии в китайско-американских отношениях // Националистическая политика группы Мао Цзе-дуна и США. М., 1968. С. 46-82.
- Япония в период перехода к империализму: (Становление японского монополистического капитализма на рубеже XIX—XX вв.). М.: Изд-во вост. лит., 1962. 202 с.
- Политика китайского руководства в отношении Японии. (1949—1972 гг.). М., 1973. 329 с. [дсп]
- Китай на Парижской мирной конференции // Китай и соседи в новое и новейшее время. М., 1981. С. 120—137.
- Китай и Япония // Китай и соседи в новое и новейшее время. М., 1982. С. 396—451.
- Новейшая история Китая (1917—1927). М.: Наука, 1983. 399 с. (совм. с др.)
- Новейшая история Китая (1928—1949). М.: Наука, 1984. 440 с. (совм. с др.)[1]

## Критика
И. А. Латышев, однокашник и коллега И. Я. Бедняк вспоминает о совместной работе с ней: «Помимо аналитических и творческих способностей, И. Я. Бурлингас [Бедняк] в отличие от ряда других женщин, избравших свой профессией востоковедные науки, обладала незаурядными бойцовскими качествами и проявляла постоянно агрессивность в отношении ряда своих коллег по работе. Зачастую она ввязывалась в такие научные дискуссии, которые затем перерастали в личные ссоры. По этой причине со второй половины 50-х годов крайне осложнились отношения И. Я. Бурлингас с М. И. Лукьяновой, что привело к переходу Инессы Яковлевны в Институт Китая АН СССР, переименованный затем в Институт Дальнего Востока АН СССР. Инесса Яковлевна не поладила и с оказавшимся там в качестве заведующего сектором Японии Д. В. Петровым. В связи с этим из сектора Японии Бурлингас перешла в другое подразделение того же института, а центр тяжести её исследований с вопросов японской внешней политики переместился на вопросы внешней политики КНР».